# Belgisch-portugiesische Beziehungen
Die belgisch-portugiesischen Beziehungen umfassen das zwischenstaatliche Verhältnis zwischen Belgien und Portugal. Die Länder unterhalten mindestens seit 1834 direkte diplomatische Beziehungen.
Die Beziehungen gelten traditionell als gut. Wichtige Verbindungsglieder zwischen beiden Ländern ist die gemeinsame Mitgliedschaft in EU, Eurozone und Schengen-Raum, aber auch in der NATO, deren Gründungsmitglieder beide sind, und in weiteren multilateralen Organisation wie dem Europarat, der OSZE und der OECD, u. a.
Die gegenseitigen Einwanderergemeinden, der vielfältige bilaterale Handel und ein lebendiger Austausch in Kultur und Sport sind weitere verbindende Faktoren.

## Geschichte

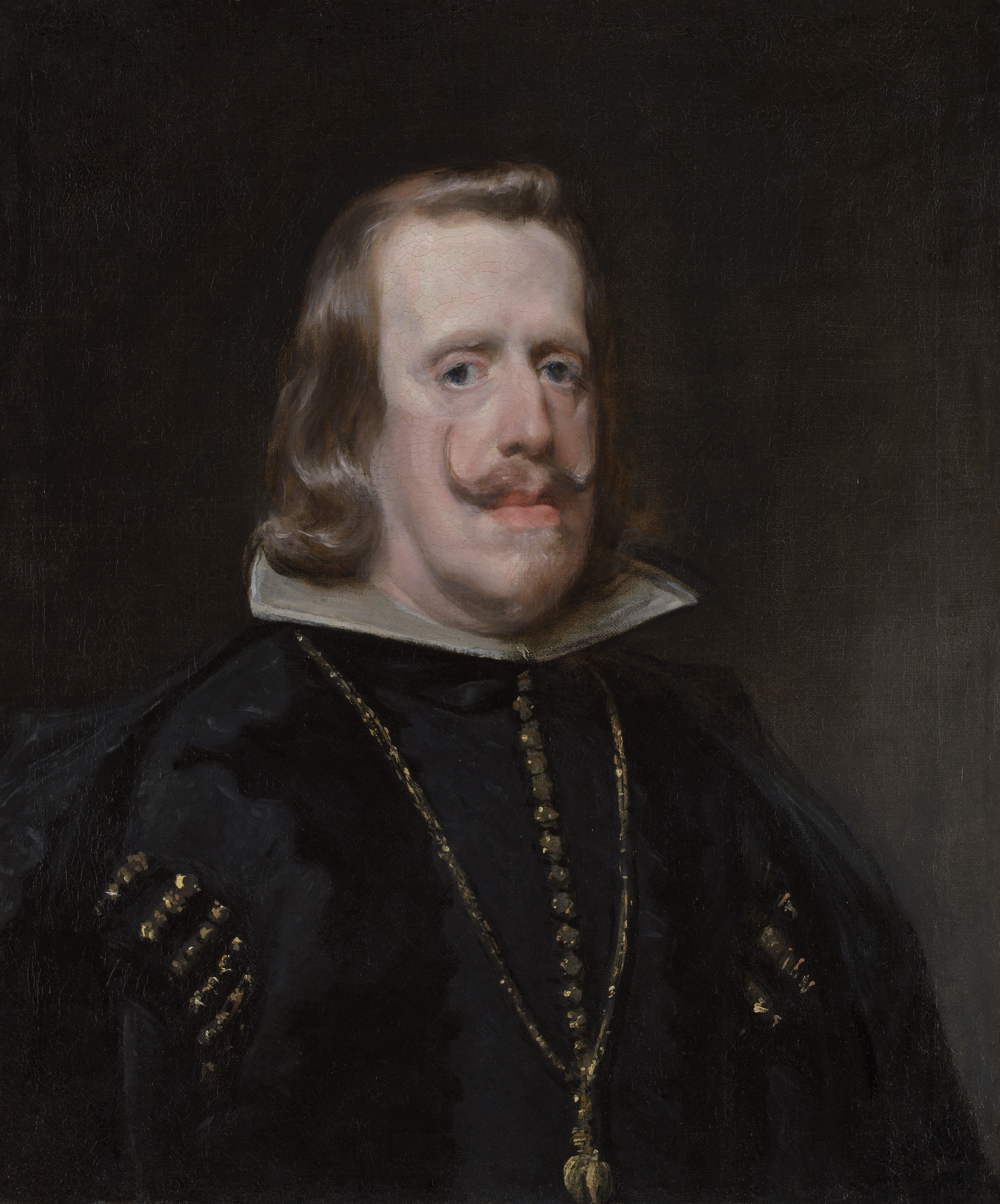
König Philipp IV. von Spanien herrschte auch über Belgien und Portugal

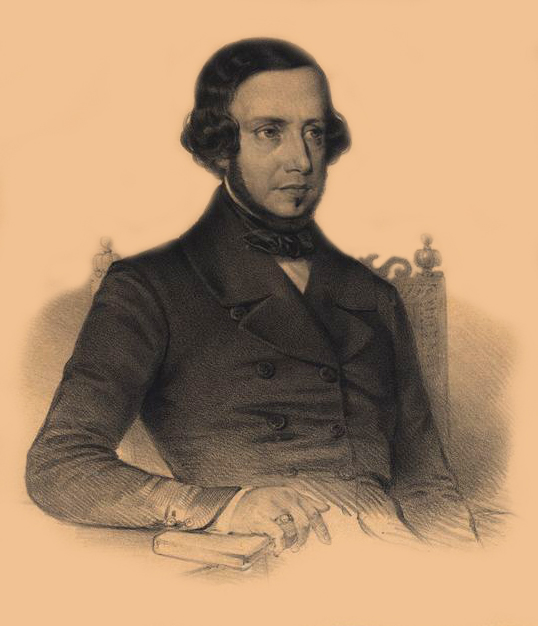
Der Schriftsteller Almeida Garrett wurde 1834 der erste portugiesische Botschafter in Belgien

Ende des 15. Jahrhunderts wurden die Juden aus Spanien vertrieben und flohen zu einem großen Teil nach Portugal. Später wurden diese Sepharden auch von dort vertrieben und wanderten aus, neben Saloniki, Amsterdam oder Hamburg gingen sie auch in Handelsstädte im heutigen Belgien, vor allem nach Antwerpen. Neben bedeutenden, international vernetzten Geschäftsleuten waren darunter auch Gelehrte, etwa der wegweisende portugiesische Arzt Amato Lusitano, der ab 1533 einige Jahre hier arbeitete und auch publizierte.
Beide Länder gehörten zeitweise zur Habsburgermonarchie. So kam Belgien nach der Abdankung Karl V. 1556 an die spanische Linie der Habsburger, die hier bis 1714 herrschte. Portugal war derweil durch Erbfolge 1580 an den habsburgischen König von Spanien gefallen, bis es sich 1640 wieder für unabhängig erklären konnte.
Belgien erklärte sich am 4. Oktober 1830 für unabhängig. Am 30. Juli 1834 nahm der portugiesische Literat, Politiker und Diplomat Almeida Garrett die Arbeit als erster Botschafter Portugals in der neueröffneten Legation in Brüssel auf.
Im Zuge des Wettlaufs um Afrika wurde auch das Königreich Belgien Kolonialmacht in Afrika, indem es sich Belgisch-Kongo (heute Demokratische Republik Kongo) aneignete. Damit wurde die Kolonialmacht Belgien direkter Nachbar der Portugiesischen Kolonien Portugiesisch-Westafrika (heute Angola) und Portugiesisch-Kongo (heute Cabinda). Die beiden Kolonialmächte kooperierten teilweise, etwa wenn Kupfer aus Belgisch-Kongo über die portugiesische Benguelabahn abtransportiert wurde.
1900 heiratete der spätere belgische König Albert I. die Prinzessin Elisabeth Gabriele in Bayern, die portugiesischer Abstammung war.
Nach der Ausrufung der Portugiesischen Republik am 5. Oktober 1910 erkannte Belgien diese am 16. November 1910 an.
Im Zweiten Weltkrieg blieben beide Länder neutral. Jedoch erlitt Belgien 1940 die deutsche Besatzung, während Portugal danach ein Zufluchtsort für Flüchtlinge wurde. Unter den zahlreichen Flüchtlingen, die auch aus Belgien nach Portugal flohen, waren auch bekannte Persönlichkeiten, etwa der in Nazi-Deutschland zum Tode verurteilte Otto von Habsburg, der sich mit einem Visum des portugiesischen Konsuls Aristides de Sousa Mendes in Sicherheit bringen konnte.

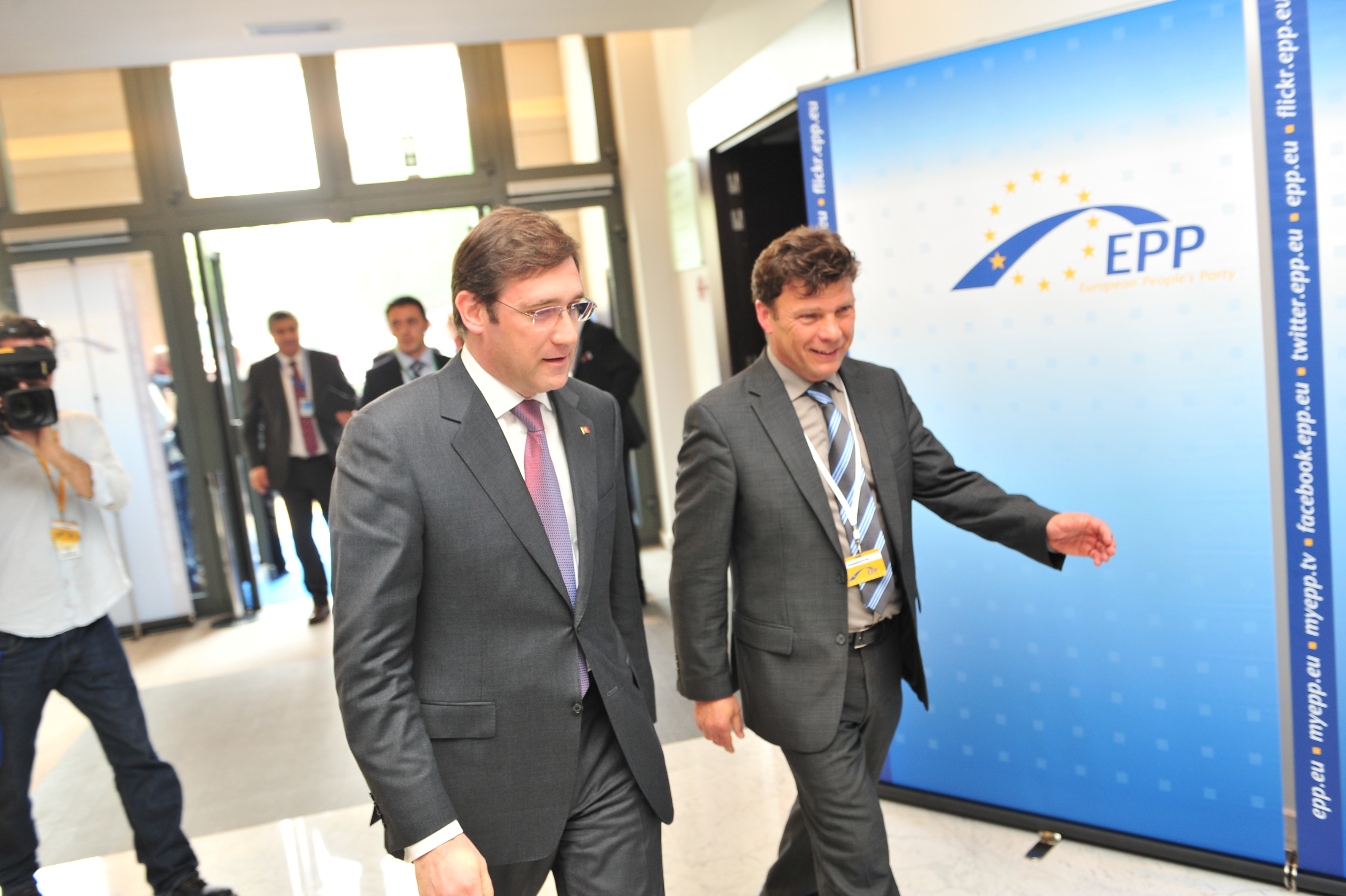
Portugals Passos Coelho (li.) und Belgiens Luc Vandeputte (re.) beim EVP-Gipfel 2012

Nach der übereilten Unabhängigkeit der belgischen Kolonie 1960 kooperierten belgische Militärs teilweise im portugiesischen Kampf gegen die aufstrebenden Unabhängigkeitsbewegungen. Im Gegenzug gingen auch Portugiesen aus Angola in das nun unabhängige, wirtschaftlich zunächst weiter aufstrebende Nachbarland, etwa der spätere portugiesische Arzt und Menschenrechtler Fernando Nobre.
Mit dem anhaltenden Wirtschaftswachstum in Belgien kamen ab den 1960er Jahren auch verstärkt portugiesische Gastarbeiter ins Land, die einerseits den dortigen Arbeitskräftemangel linderten, andererseits dem unterentwickelten und auroritär regierten Portugal unter Diktator Salazar entflohen.
Seit dem Eintritt Portugals in die heutige Europäische Union 1986, deren Vorläufer Belgien 1951 mitgegründet hat, verstärkten sich die bilateralen Beziehungen.

## Migration
2016 waren 44.166 portugiesische Staatsbürger in Belgien gemeldet, von denen 35.249 in Portugal geboren sind. Die Summe ihrer Rücküberweisungen betrug 78,9 Mio. Euro im Jahr 2016 (2015: 66,6 Mio.; 2014: 77,9 Mio.; 2013: 67,2 Mio.; 2010: 34,4 Mio.; 2005: 20,6 Mio.; 2000: 54,3 Mio.).
Im Jahr 2015 waren 2.853 Bürger Belgiens in Portugal gemeldet, davon mit 829 die meisten an der Algarve. Sie überwiesen im Jahr 2016 eine Summe von 3,34 Mio. Euro nach Belgien (2015: 1,97 Mio.; 2014: 2,37 Mio.; 2013: 1,57 Mio.; 2010: 1,29 Mio.; 2005: 1,21 Mio.; 2000: 2,88 Mio.).

## Städtepartnerschaften
1977 gingen Lüttich und Porto die erste belgisch-portugiesische Städtepartnerschaft ein, seither kamen drei weitere dazu (Stand 2011).

## Diplomatie
Portugal unterhält eine Botschaft in der belgischen Hauptstadt Brüssel, in der Hausnummer 12 der Avenue de Cortenbergh. Zudem bestehen portugiesische Honorarkonsulate in Antwerpen, Brügge und Lüttich.
Belgiens Vertretung in der portugiesischen Hauptstadt Lissabon residiert in der Avenida Luís Bívar Nummer 10 in der Stadtgemeinde São Sebastião da Pedreira. Dazu sind belgische Honorarkonsulate in Faro, Porto, Funchal (auf der Insel Madeira) und Ponta Delgada (auf den Azoren) eingerichtet.

## Wirtschaft

### Institutionen
Die portugiesische Außenhandelskammer AICEP unterhält eine Niederlassung an der portugiesischen Botschaft in Brüssel. Zudem besteht eine portugiesisch-belgische Handelskammer in Brüssel und eine belgisch-luxemburgisch-portugiesische Handelskammer in Lissabon.
In Belgien sind ein Teil der dortigen portugiesischen Unternehmer in der Federação de Empresários Portugueses na Bélgica, dem Dachverband der portugiesischen Unternehmer in Belgien organisiert, der u. a. eine Vielzahl Dienstleistungen und Hilfsangebote bietet und eine Zeitschrift herausgibt.

### Bilateraler Handel

Raffinerie in Leça da Palmeira: Erdölprodukte waren 2016 mit 6 % das wichtigste Einzel-Exportgut Portugals nach Belgien

Im Jahr 2016 exportierte Portugal Waren und Dienstleistungen im Wert von 2.077,3 Mio. Euro nach Belgien (2015: 1.904,5 Mio.; 2014: 2.010,0 Mio.; 2013: 1.930,4 Mio.; 2012: 2.029,6 Mio.), mit Anteilen bei den Waren von 12,8 % Maschinen und Geräte, 9,9 % Kunststoffe und Gummi, 9,8 % Fahrzeuge und Fahrzeugteile, 9,2 % Treibstoffe, 9,1 % chemisch-pharmazeutische Produkte und 6,7 % Lebensmittel.
Im gleichen Zeitraum lieferte Belgien Waren und Dienstleistungen im Wert von 2.124,4 Mio. Euro an Portugal (2015: 2.092,3 Mio.; 2014: 1.930,5 Mio.; 2013: 1.715,8 Mio.; 2012: 1.725,7 Mio.). Bei den Waren entfielen dabei 20,0 % auf chemisch-pharmazeutische Produkte, 14,7 % Fahrzeuge und Fahrzeugteile, 12,4 % Maschinen und Geräte, 9,5 % Kunststoffe und Gummi, 6,6 % Metallwaren und 6,5 % Lebensmittel.
Damit stand Belgien für den portugiesischen Waren-Außenhandel an 9. Stelle als Abnehmer und an 8. Stelle als Lieferant. Im belgischen Waren-Außenhandel rangierte Portugal an 27. Stelle unter den Abnehmern und an 38. Stelle unter den Lieferanten.

### Tourismus
Mit Übernachtungsausgaben von 388,1 Mio. Euro im Jahr 2016 (2015: 354,0 Mio.; 2014: 311,2 Mio.; 2013: 250,1 Mio.; 2012: 230,7 Mio.) standen belgische Touristen für 3,1 % des portugiesischen Fremdenverkehrs.
Im belgischen Fremdenverkehr standen Touristen aus Portugal im Jahr 2016 mit 54.221 Besuchern an 17. Stelle.

## Kultur

### Institutionen
Das portugiesische Kulturinstitut Instituto Camões ist in Belgien u. a. mit einem Sprachzentrum in Brüssel und Lektoraten und Kooperationen an belgischen Universitäten, aber auch an der portugiesischen Vertretung bei der EU präsent. Den Portugiesischunterricht in Belgien koordiniert das Institut von seinem Büro an der Botschaft in Brüssel aus.
Es bestehen sowohl eine Reihe belgische Auswanderer- und Kulturvereine in Portugal als auch eine Vielzahl portugiesischer Kulturvereine in Belgien.

### Musik

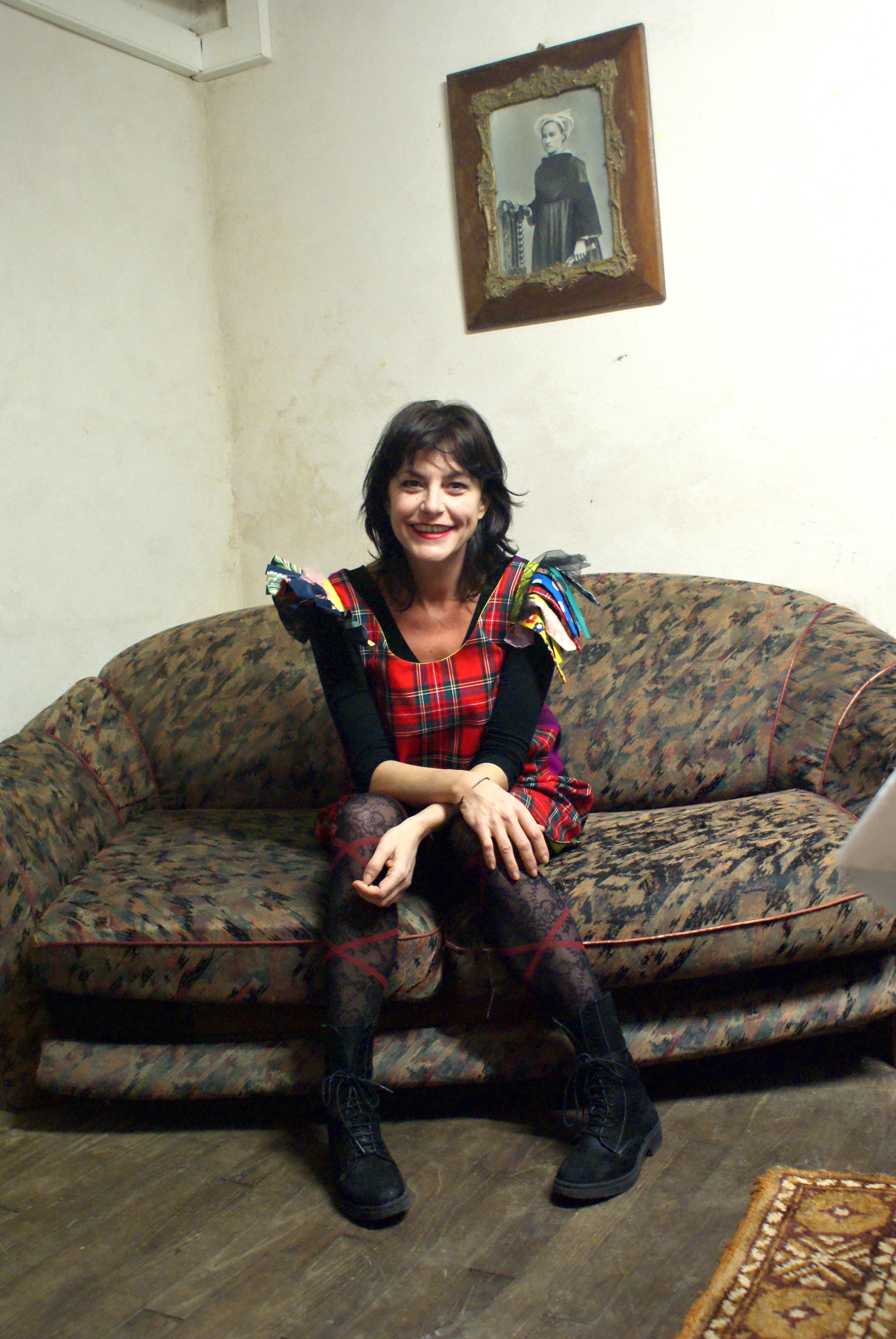
Die bekannte belgische Popsängerin Lio wurde in Portugal geboren

Die portugiesische Fado-Sängerin Amália Rodrigues trat mehrmals in Belgien auf, wo sie auch veröffentlichte, etwa die Single Aranjuez, mon amour, die 1969 bei der belgischen Columbia mit eigener Covergestaltung erschien, oder 1974 die Single ihrer Version der Grândola, Vila Morena, dem mit der Nelkenrevolution verbundenen Lied.
Die portugiesische Pianistin und Komponistin Berta Alves de Sousa (1906–1997) wurde im belgischen Lüttich geboren und gehörte zu den ersten portugiesischen Frauen, die ein Orchester dirigierten.
Der belgische Jazz-Schlagzeuger Adrien Ransy lebte und arbeitete lange Zeit in Portugal, zu nennen insbesondere seine Zeit bei den bekannten Beat- und Popbands Quinteto Académico (ab 1967) und Conjunto Académico João Paulo (ab 1969).
Die portugiesische Gruppe Madredeus begann ihren internationalen Erfolg in Belgien, wo ihr zweites Album Existir 1991 erstmals auch außerhalb Portugals veröffentlicht wurde und die belgischen Musikcharts eroberte.
Die belgisch-portugiesische Sängerin Lio und ihre ebenfalls als Sängerin bekannte Schwester Helena Noguerra gehören zu den bekanntesten Namen unter den belgischen Kulturschaffenden mit portugiesischen Wurzeln.
Der belgische Sänger Art Sullivan (1950–2019), der in den 1970er Jahren weltweit Hits hatte und Millionen Schallplatten verkaufte, besuchte Portugal häufig, sang gelegentlich auch mit portugiesischen Künstlern (so der portugiesischen Sängerin Ágata) und bezeichnete das Land als seine zweite Heimat. Er blieb Portugal auch danach eng verbunden, trat auch in späten Jahren noch dort im Fernsehen auf, und schrieb in seinen Memoiren, dass er Portugal liebe und seine Asche nach seinem Ableben bei Cascais im Meer verstreut werden solle.
Der portugiesischstämmige, seit seinem 12. Lebensjahr in Belgien lebende Sänger Nuno Resende vertrat Belgien beim Eurovision Song Contest 2005 in Kiew.

### Film
Zu Kooperationen zwischen dem Belgischen und dem Portugiesischen Kino kommt es nur selten. Als ein bekannteres Beispiel kann hier der Film „Die Schwächen der Frauen“ (1997, Regie Luís Galvão Teles) gelten.
Bei den Filmfestivals in Belgien und Portugal laufen Filme beider Länder dagegen häufig. Gelegentlich erreichen sie dort auch Auszeichnungen, etwa „Tabu – Eine Geschichte von Liebe und Schuld“ von Miguel Gomes beim Film Fest Gent 2012 oder „The Broken Circle“ von Felix Van Groeningen beim Festróia 2013. Insbesondere beim wichtigsten Kurzfilmfestival Portugals, den Curtas Vila do Conde, gewannen belgische Arbeiten schon häufiger.
Die belgische Kamerafrau Sabine Lancelin arbeitete schon häufig für portugiesische Produktionen, insbesondere für den Autorenfilmer Manoel de Oliveira (1908–2015).

### Malerei
Die 1888 in Lissabon geborene Mily Possoz, eine bedeutende Malerin der portugiesische Moderne, war belgischer Abstammung.
Das Lissabonner Kunstmuseum Museu Nacional de Arte Antiga besitzt auch bedeutende Werke alter flämisch-belgischer Maler, darunter Namen wie Pieter Brueghel der Jüngere, Jan Gossaert oder Quentin Massys.

## Sport

### Fußball
Männer

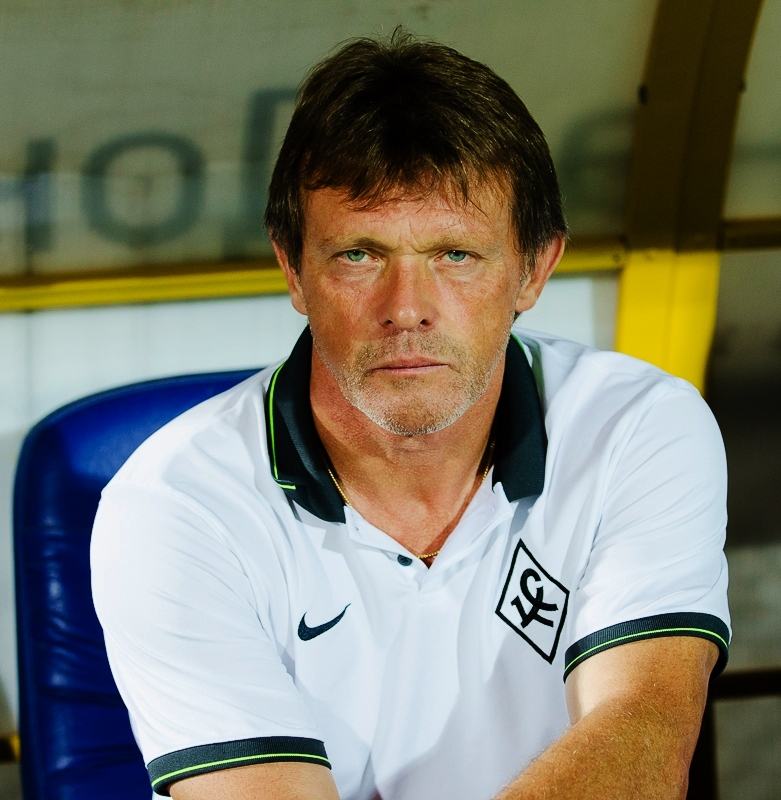
Franky Vercauteren (2015), von 2012 bis 2013 trainierte er Sporting Lissabon

Die Belgische Fußballnationalmannschaft und die Portugiesische Nationalelf sind bisher 17 mal aufeinander getroffen (Stand Ende 2017), erstmals am 8. Juni 1930. Das Freundschaftsspiel in Antwerpen ging 2:1 für Belgien aus. Insgesamt gewannen die Portugiesen sechs Begegnungen, fünfmal blieben die Belgier siegreich, sechsmal trennte man sich unentschieden.
Weder war Portugal bei der EM 1972 in Belgien, noch war Belgien bei der EM 2004 in Portugal vertreten. Bei der EM 2000 in Belgien und den Niederlanden waren beide Teams vertreten, trafen jedoch nicht aufeinander.
Belgische Spieler laufen häufiger auch für portugiesische Klubs auf. So waren in den 1990er Jahren die Nationaltorwarte Filip De Wilde bei Sporting Lissabon und Michel Preud’homme beim Lokalrivalen Benfica Lissabon unter Vertrag. Weitere Beispiele sind die Nationalspieler Paolino Bertaccini, Mehdi Carcela-González, Steven Defour, Stéphane Demol, Laurent Depoitre, Mbo Mpenza, Patrick Vervoort, Axel Witsel und Franky Vercauteren, der 2012–2013 Sporting Lissabon trainierte.
In Belgien hat die portugiesische Gemeinde auch eine Reihe Fußballvereine gegründet, zum Teil Filialvereine portugiesischer Klubs wie Sporting Lissabon (zwei Clubs in Brüssel), Benfica Lissabon (Futebol Clube Alma Benfica), FC Porto (Futebol Clube do Porto in Brüssel), Belenenses Lissabon (Os Belenenses de Bruxelas), Boavista Porto (Boavista-Bruxelas), u. a.
Frauen
Die belgische und die Portugiesische Fußballnationalmannschaft der Frauen trafen bisher sechsmal aufeinander (Stand Ende 2017), erstmals am 28. Februar 1998 im portugiesischen Cantanhede. Das Qualifikationsspiel zur WM 1999 ging 2:0 für die Portugiesinnen aus. Insgesamt gewannen sie zweimal gegen die Belgierinnen, die viermal siegreich blieben.
Beim Algarve-Cup nahmen die Belgierinnen bislang erst einmal teil (Stand Ende 2017), stellten dabei aber mit den vier Treffern von Janice Cayman die Torschützenkönigin des Algarve-Cups 2016.

### Billard

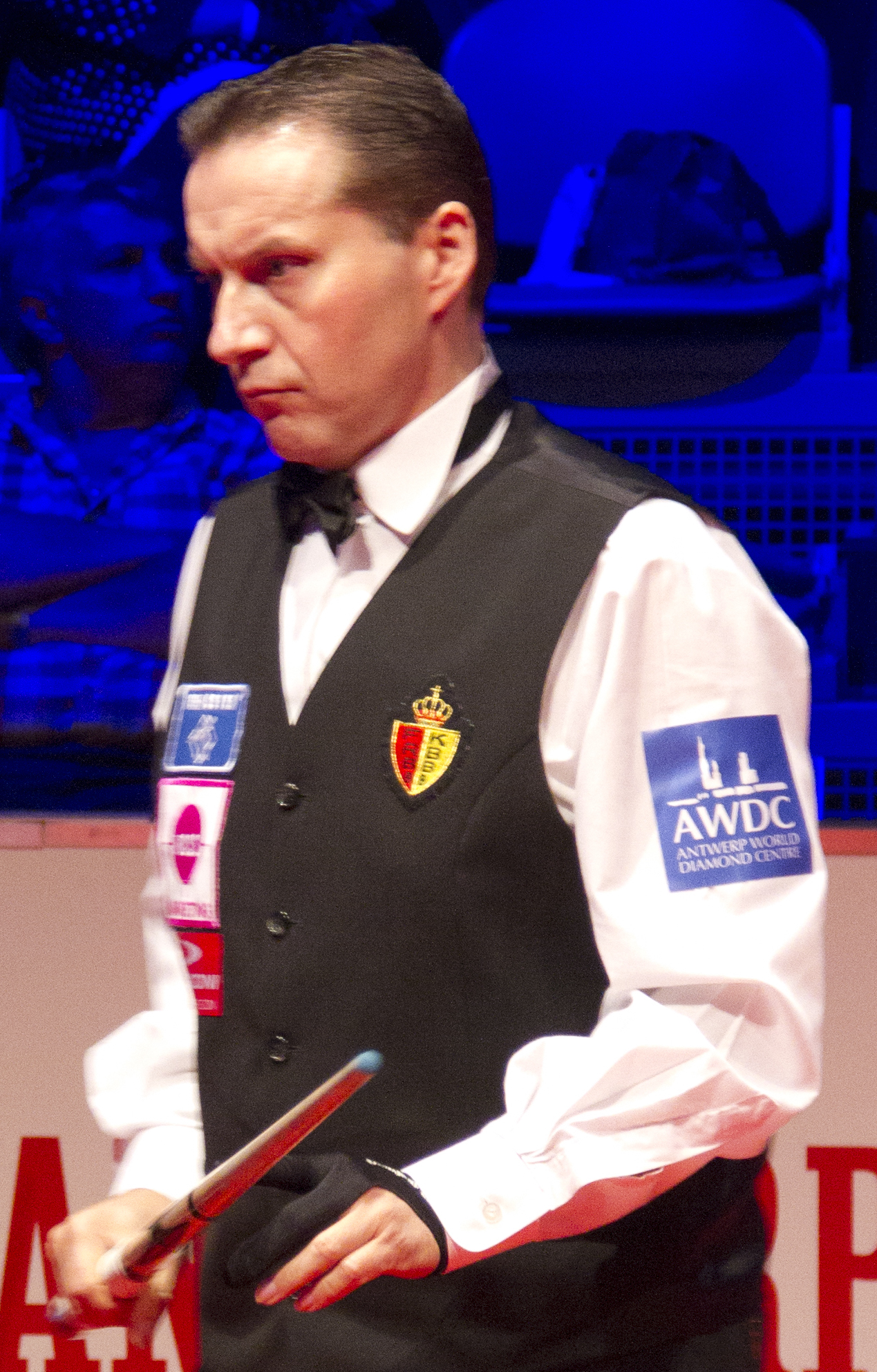
Der Belgier Eddy Merckx gewann einige seiner Titel in Portugal

Beide Länder waren bereits mehrmals Austragungsorte bedeutender Billardturniere. So gewann der Belgier Eddy Merckx die Dreiband-Weltmeisterschaft 2012 in Porto. Bei der Freie-Partie-Weltmeisterschaft 1932 in Espinho konnte der Belgier Théo Moons seinen Titel nicht verteidigen.
Beide Länder richteten mehrmals Turniere des Dreiband-Weltcups aus. Während jedoch belgische Spieler mehrmals Sieger in Portugal wurden (Frédéric Caudron 2016/4 und 2010/3, Eddy Merckx 2009/3), wurde keiner der portugiesischen Siege in Belgien errungen.
Beide waren auch Gastgeber von Dreiband-Weltmeisterschaften. Während Belgien von seinen sieben Turnieren die Dreiband-Weltmeisterschaft 1964, 1976, 1990 und 2013 gewinnen konnte, kam beim bisher einzigen portugiesischen Turnier 2012 kein Portugiese unter die letzten 16, Sieger wurde der Belgier Eddy Merckx.
Bei der Poolbillard-Europameisterschaft 2015 wurde Belgien Vierter, während Gastgeber Portugal ebenso leer ausging, wie bei der Poolbillard-Europameisterschaft 2017, wo Belgien Siebter wurde. Belgien richtete nur eine EM aus, die Poolbillard-Europameisterschaft 1995, bei der es weder für den Gastgeber noch für Portugal eine Medaille gab.

### Radsport
Bei der Belgien-Rundfahrt hat es bisher keinen portugiesischen Sieger gegeben, ebenso wenig konnte bisher ein Belgier die Portugal-Rundfahrt gewinnen.
Auch bei der Flandern-Rundfahrt gab es bislang keine portugiesischen Erfolge, dagegen konnte der Belgier Stijn Devolder die Algarve-Rundfahrt im Jahr 2008 gewinnen.

### Badminton
Die Plume-d’Or-Turniere fanden dreimal in Belgien und fünfmal in Portugal statt. Dabei errang Belgien zwei seiner vier Titel in Portugal, während Portugal seinen einzigen Turniersieg in Belgien erreichte.
Dagegen gab es weder belgische Siege bei den Portugal International noch portugiesische Erfolge bei den Belgian International.

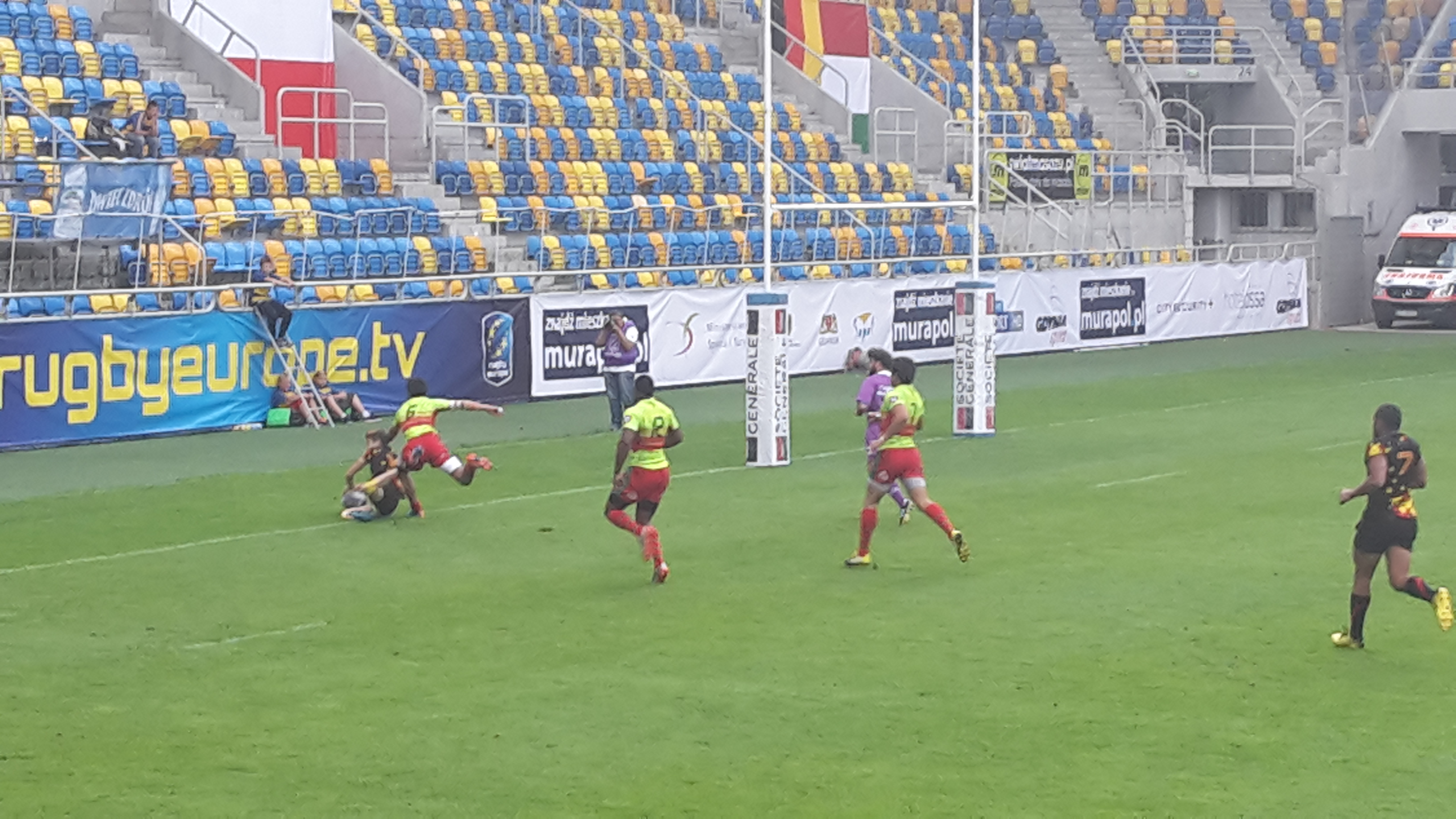
Szene aus der Partie Belgien-Portugal bei den Gdynia Sevens 2016, einem 7er-Rugby-Turnier in Gdynia bei Danzig (Polen)

### Rugby
Die Belgische und die Portugiesische Rugby-Union-Nationalmannschaft trafen bisher zehnmal aufeinander, wobei die Belgier zweimal und die Portugiesen sechsmal siegten, zweimal trennte man sich unentschieden.
Neben den Rugby-Union-Begegnungen gab es auch Zusammentreffen im 7er-Rugby.

### Andere
Während einige Sportarten in beiden Ländern ähnlich populär sind und Sportler beider Nationalitäten häufiger aufeinander treffen, insbesondere Fußball, Radsport, Motorsport oder Badminton, sind die Vorlieben bei anderen Sportarten sehr unterschiedliche verteilt. So ist Rollhockey in Portugal sehr populär, und das Land veranstaltete eine Vielzahl Rollhockey-Weltmeisterschaften, die es sehr häufig auch gewann, während der Sport in Belgien wenig verbreitet ist. Dagegen ist etwa Dart in Belgien sehr viel verbreiteter, als in Portugal, auch wenn das Kork der Dartscheiben häufig vom Weltmarktführer Portugal stammt.